# 1570 год в литературе

## События
- Авраам Ортелий первым составил и выпустил книгу нового типа — географический атлас мира, содержащий 70 карт и статей к ним страноведческого характера, которая была выпущена в свет в Антверпене 20 мая 1570 года[1]. Книга носила название Theatrum Orbis Terrarum (Зрелище круга земного).
- Основана Библиотека Вильнюсского университета.
- Поэтом Ж. А. Баифом и композитором И.Т. де Курвилем при поддержке короля Карла IX основана в Париже старейшая французская Академия поэзии и музыки.
- Нидерландский издатель и типограф Христофор Плантен,  получил звание Главного королевского печатника, дававшее ему монополию на издание богослужебных книг в испанских владениях.

## Книги и пьесы
- Theatrum Orbis Terrarum (Зрелище круга земного) — памятник европейской картографии XVI века, созданный Абрахамом Ортелиусом и выпущенный в свет 20 мая 1570 года в Антверпене в издательстве Коппенса ван Диста[нидерл.].
- Звёзды наук или Нуджум-Ул-Улум — рукопись, созданная во время правления султана Али Адил Шаха I в Биджапуре (Индия). Представляет собой сборник индуистских и мусульманских (суфизм) верований, в основном касающихся астрологии и магии. Единственная копия этого текста была выполнена около ста лет спустя в том же Биджапуре и сейчас также хранится в библиотеке Честера Битти в Дублине (Ирландия).
- Трактат Роджера Ашэма "Schoolmaster.
- Английский переводчик Томас Норт, перевёл санскритские рукописи «Панчатантра».
- Польский писатель Мартин Кромер опубликовал анонимно «Правдивую историю печальных приключений финского принца Яна и польской принцессы Катарины» (польск. «Historyja prawdziwa o przygodzie żałosnej książęcia finlandzkiego Jana i królewny polskiej Katarzyny».

## Родились
- 4 октября — Петер Пазмань, венгерский кардинал, философ, оратор, положивший начало венгерской литературной прозе (умер в 1637).

## Без точной даты
- Авраам Азулай, марокканский каббалист, автор комментария Ор ха-хама (рус. — «Свет Солнца») к Книге Зоар и книги Хесед ле-Авраам (рус. — «Милосердие Авраама» (умер в 1643).
- Гавриил Дорофеевич, западнорусский учёный, писатель, переводчик.
- Стефан Иванович Зизаний, западнорусский православный писатель-полемист.
- Питер Де Йоде (старший), южнонидерландский гравёр, художник, издатель (умер в 1634).
- Франсиско Каскалес, испанский литератор (умер в 1640).
- Вашку Моузинью де Кеведу, португальский поэт (умер в 1650).
- Авраам Коген Эррера, религиозный философ и каббалист, автор каббалистических трудов.
- Элиаш Лани, словацкий поэт, религиозный писатель (умер в 1618).
- Марк Лекарбо, французский эрудит, путешественник, писатель, поэт (умер в 1641).
- Клеман Сириак де Манжен, французский поэт (умер в 1642).
- Луис Пачеко де Нарваэс, испанский писатель, который написал ряд трудов об искусстве фехтования[2].
- Пётр Петрей де Ерлезунда, шведский дипломат и историк. Путешественник и писатель о России (умер в 1622).
- Франсуа де Россе, французский писатель.
- Оттавио Росси, итальянский писатель (умер в 1630).
- Алессандро Сальвио, итальянский шахматный теоретик и литератор (умер в 1640).
- Хачатур Тохатци, армянский поэт.
- Николас Хилл, английский натурфилософ, автор трактата «Эпикурейская философия».
- Роберт Эйтон, шотландский поэт (умер в 1638).

## Умерли
- 25 марта — Иоганн Вальтер, немецкий композитор и поэт (родился в 1496).

## Без точной даты
- Жуан де Барруш, португальский историк и писатель, названный позже «Португальским Ливием» (родился в 1496).
- Джироламо Бенцони, итальянский исследователь, историк и писатель, описавший Южную Америку и Завоевание Империи Инков (родился в 1519).
- Жак Гревен,  французский драматург.
- Ли Хван,  корейский писатель (родился в 1501).